# Gabadi
Gabadi  (en francès i oficialment Gabat), és un municipi de la Baixa Navarra, un dels set territoris que formen el País Basc, al departament dels Pirineus Atlàntics i a la regió de la Nova Aquitània. Limita amb les comunes d'Ilharre al nord, Arboti-Zohota a l'est, Labetze-Bizkai a l'oest, Aiziritze-Gamue-Zohazti al sud-est i Amendüze-Unaso al sud

## Demografia
| 1901 | 1962 | 1968 | 1975 | 1982 | 1990 | 1999 |
| --- | ---- | ---- | ---- | ---- | ---- | ---- |
| 305 | 233  | 202  | 199  | 224  | 229  | 215  |
| A partir de 1962, el cens té en compte la població resident definida com a "Population sans doubles comptes" per l'INSEE |      |      |      |      |      |      |

## Administració
| Data d'elecció                               | Identitat      | Qualitat |
| -------------------------------------------- | -------------- | -------- |
| Les dades anteriors a 1995 no són conegudes. |                |          |
| 1995                                         | Arnaud Aguerre |          |
| 2001                                         | Arnaud Aguerre |          |